# Gaudemunda
Gaudemunda Sofia di Lituania (anche Gaudimantė; 1260 circa – 1313 circa) era la figlia di Traidenis, Granduca di Lituania dal 1270 al 1282. Nel 1279 Gaudemunda sposò il duca di Masovia Boleslao II (1254-1313 circa) della dinastia dei Piast. Quest'ultimo il figlio di Ziemowit I, Principe di Masovia, e Pereyaslava, figlia di Danilo di Galizia della dinastia rjurikide.
Il marito di Gaudemunda unì il ducato di Masovia e poi lo divise tra i loro figli, ovvero:
- Siemowit II: ricevette il Ducato di Rawa

- Trojden I (dal nome del padre di Gaudemunda, Traidenis, 1285 circa-13 marzo 1341): ricevette il Ducato di Czersk e Varsavia. Sposò sua cugina Maria, figlia di Jurij I di Galizia. Fu il bisnonno di Cimburga di Masovia[4]

- Venceslao (dal suo secondo matrimonio con Cunigunde di Boemia): ricevette il Ducato di Płock